# Peyton Reed
Peyton Reed, född 3 juli 1964 i Raleigh, North Carolina, är en amerikansk TV- och filmregissör.

## Filmografi (i urval)
- 1991 – Tillbaka till framtiden (TV-serie)
- 2000 – Bring It On
- 2003 – Down with Love
- 2006 – The Break-Up
- 2008 – Yes Man
- 2011 – New Girl (TV-serie)
- 2015 – Ant-Man
- 2018 – Ant-Man and the Wasp
- 2020 – The Mandalorian (TV-serie)
- 2023 – Ant-Man and the Wasp: Quantumania